# Joanna Fabisiak

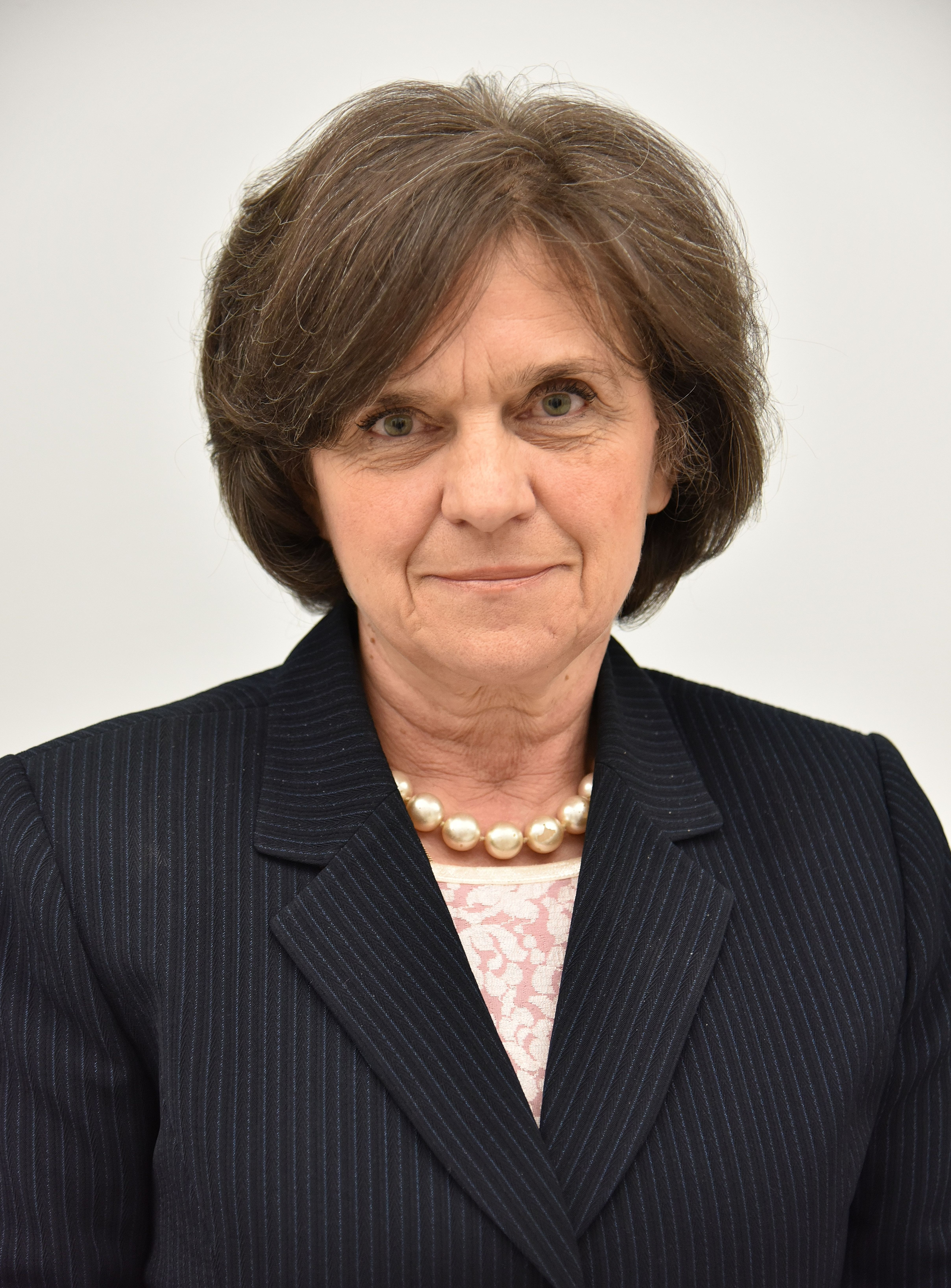
Joanna Fabisiak

Joanna Fabisiak (* 7. Juli 1950 in Warschau) ist eine polnische akademische Lehrerin und Politikerin (BBWR, NP, AWS, PO). Sie gehörte von 1997 bis 2001 und von 2005 bis 2023 dem Sejm in der III., V., VI., VII., VIII. und IX. Wahlperiode an.

## Leben und Beruf
Fabisiak schloss 1976 ihr Studium der Polonistik mit Schwerpunkt Linguistik an der Universität Warschau ab. Später absolvierte sie ein Aufbaustudium zum Thema „Polnische Sprache und Kultur für Ausländer“, das sie 1986 abschloss. Ein weiteres Aufbaustudium im Kommunalverwaltung und lokaler Entwicklung absolvierte er 1991. Von 1976 bis 1978 war sie Assistentin an der Jagiellonen-Universität in Krakau. Anschließend arbeitete sie am Zentrum für polnische Sprache und Kultur für Ausländer „Polonicum“ der Universität Warschau, zunächst als Assistentin und später als Dozentin. Von 2002 an war sie stellvertretende Direktorin des „Polonicum“.
Fabisiak ist verheiratet und hat drei Kinder.

## Politik
Von 2000 bis 2005 war Fabisiak Stadträtin von Warschau. Bei der Parlamentswahl 1993 kandidierte sie erfolglos für den Bezpartyjny Blok Wspierania Reform zum Sejm. Bei der Parlamentswahl 1997 wurde sie als Vertreterin der Vereinigung Nowa Polska auf der Liste des Wahlbündnisses Akcja Wyborcza Solidarność (AWS) erstmals in den Sejm gewählt. Sie war im Sejm Vorsitzende Unterausschusses für Jugendfragen und engagierte sich für die Umwandlung der Katholisch-Theologischen Akademie zur Kardinal-Stefan-Wyszyński-Universität Warschau. Bei der Wahl 2001 scheiterte die AWS mit 5,6 % der Stimmen an der 8-%-Hürde für Wahlbündnisse und Fabisiak schied aus dem Parlament aus.
Bei der Parlamentswahl 2005 kehrte sie für die Platforma Obywatelska (PO) in den Sejm zurück. Seit 2006 ist sie Mitglied des Programmrates von TVP Polonia. Bei den Parlamentswahlen 2007, 2011 und 2015 wurde sie für die PO und 2019 auf der Liste des Wahlbündnisses Koalicja Obywatelska, an dem sich die PO beteiligt hatte, wiedergewählt. 2023 trat sie aus der PO aus und bewarb sich bei der Parlamentswahl 2023 als parteilose Kandidatin erfolglos auf der Liste des Wahlbündnisses Trzecia Droga um die Wiederwahl.

## Ehrungen
- Orden des Lächelns